# Autoportret cu un câine negru
Autoportret cu un câine negru, Portretul artistului sau Courbet cu un câine negru este o pictură în ulei pe pânză realizată de Gustave Courbet în 1842, retușată de artist în 1844. În prezent se află în Petit Palais din Paris.

## Istorie
Aceasta a fost una dintre primele picturi ale lui Courbet acceptate la Salonul din Paris. În catalogul oficial al expoziției, deschisă în martie 1844 la Palatul Luvru, apare la numărul 414, cu titlul Portret al autorului. Dintre cele trei tablouri pe care le-a prezentat, doar acesta a fost acceptat.
Analiza pânzei relevă faptul că este rezultatul unei reutilizări. Astfel, se observă pe contururi urmele unui umeraș, astfel încât să prezinte tabloul într-o formă rotunjită. Se presupune că acest tablou a fost prezentat publicului din Salon în forma ușor rotunjită. Artistul este văzut de jos, implicând un privitor scufundat, ceea ce sugerează că tabloul ar fi putut fi destinat să fie plasta deasupra unei uși.

## Descriere
Un tânăr, Courbet însuși, purtând o pălărie, este așezat pe pământ, flancat de un câine negru. Personajul, care se sprijină de o stâncă mare, se uită către privitor în timp ce ține în mână o pipă. În spatele său, o carte și un baston sunt așezate printre ierburi. În depărtare, se vede un peisaj, o vale, copaci și dealuri, dominate de un cer albastru și înnorat. În stânga, este inscripționată în albastru semnătura „Gustave Courbet” și o dată, „1842”.

## Analiză
Courbet este prezentat conform modei epocii, cu o căutătură boemă simbolizată de pelerina neagră tivită luminată, pantalonii în dungi și părul lung, într-un peisaj din țara sa natală, presupusă a fi valea Bonnevaux, dar care este fără îndoială parțial imaginară. Prin așezarea în aer liber, el urmează procedeul portretiștilor englezi din secolul al XVIII-lea, în vogă în epoca romantică.
Stilul și motivul tabloului sunt inspirate în mod vizibil de Théodore Géricault, dar și de „linia serpentină” a lui William Hogarth.